# Hugo Danckaert
Hugo Danckaert (Antwerpen, 13 september 1933 – aldaar, 13 mei 2025) was een Vlaams acteur.

## Biografie
Hugo Danckaert was in de vroege jaren 60 medeoprichter van het Fakkeltheater  en was er actief als regisseur en acteur.
Hij speelde gastrollen in Samson en Gert (huwelijkskandidaat, Theovoor de journalist, Armand, meneer Flipflop, agent en Dokter Basil), Het Park (Frans), Familie (Dokter Daleau), Wat nu weer?! (Leo De Jong, vader van Angie), Thuis (verzekeringsagent Vertommen), Heterdaad (Verhaegen), Windkracht 10 (meneer Vandevoorde), Recht op Recht (Marcel Vertongeren), Verschoten & Zoon (dokter Beulemans), Spoed (pastoor), Lili en Marleen (dokter), Aspe (bankier), Flikken (Fons), De Kotmadam (juwelier, dokter, verzekeringsinspecteur en militair), Terug naar Oosterdonk (Vic Van Gorp) en De Wet volgens Milo (rechter Scholten). Hij speelde vier gastrollen in F.C. De Kampioenen: in 1991 als voorzitter van de wielervereniging en in 2003, 2005 en 2009 als Pastoor Engelen.
Tussen 2006 en 2008 speelde hij de terugkerende gastrol van dokter Jos Vandenbrande in Witse.
Hij was de echtgenoot van collega actrice Ria Verschaeren en de vader van acteur Wim Danckaert, bekend uit Flikken, Thuis, Emma en Kinderen van Dewindt en van beeldend kunstenaar Bert Danckaert.

## Filmografie
- De kanariefanten (1960)
- De vorstinnen van Brugge (1972) - als onderwijzer
- Het spook van Monniksveer (1989)
- Commissaris Roos (1990) - als Marc Dauville
- TECX (1990)
- Alfa Papa Tango (1991)
- De bossen van Vlaanderen (1991) - als Alfons Tanghe
- F.C. De Kampioenen (1991) - als voorzitter van de wielervereniging
- RIP (1992) - als nonkel Maurice
- De macht van het Getal (1992) - als politieagent
- Langs de Kade (1993)
- Het Park (1993) - als Frans
- Samson en Gert (1994) - als huwelijkskandidaat
- Wittekerke (1994) - als klant
- Samson en Gert (1994) - als journalist Theo
- De Kotmadam (1994) - als militair van de ontmijningsdienst
- Wat nu weer?! (1995) - als vader van Angie
- Thuis (1995, 1996, 1998, 1999, 2001, 2001-2002, 2003, 2004) - als verzekeringsagent Fons Vertommen
- Ons geluk (1995) - als meneer Lepla
- Samson en Gert (1995) - als Armand
- Toen was geluk heel gewoon (1996) - als Belgische politieagent
- Terug naar Oosterdonk (1997) - als Vic Van Gorp
- Windkracht 10 (1997) - als meneer Vandevoorde
- Gilliams & de Bie (1997) - als Jean Foubert
- De Kotmadam (1997) - als valse dakloze
- Familie (1997) - als dokter Daleau
- Wittekerke (1998) - als vader van Caro
- Deman (1998) - als Jan Desmet
- De Makelaar (1999) - als man
- Elf (1999)
- Heterdaad (1999) - als Verhaegen
- Samson en Gert (1999) - als mijnheer Flip Flop
- Recht op Recht (2000) - als Marcel Vertongeren
- Verschoten & Zoon (2000) - als dokter Beulemans
- Samson en Gert (2000) - als agent
- De Kotmadam (2000) - als dokter
- Spoed (2000) - als pastoor
- Pa heeft een lief (2000) - als schooldirecteur
- De Kotmadam (2002) - als verzekeringsinspecteur
- Samson en Gert (2003) - als dokter Bacil
- F.C. De Kampioenen (2003, 2005, 2009) - als pastoor Engelen
- Lili en Marleen (2003, 2007) - als dokter
- Aspe (2004) - als bankier
- Flikken (2004) - als Fons
- De Wet volgens Milo (2004) - als rechter Scholten
- De Kotmadam (2004) - als juwelier
- Witse (2006-2009) - als dokter Jos Vandenbrande